# Pasarela (puente)

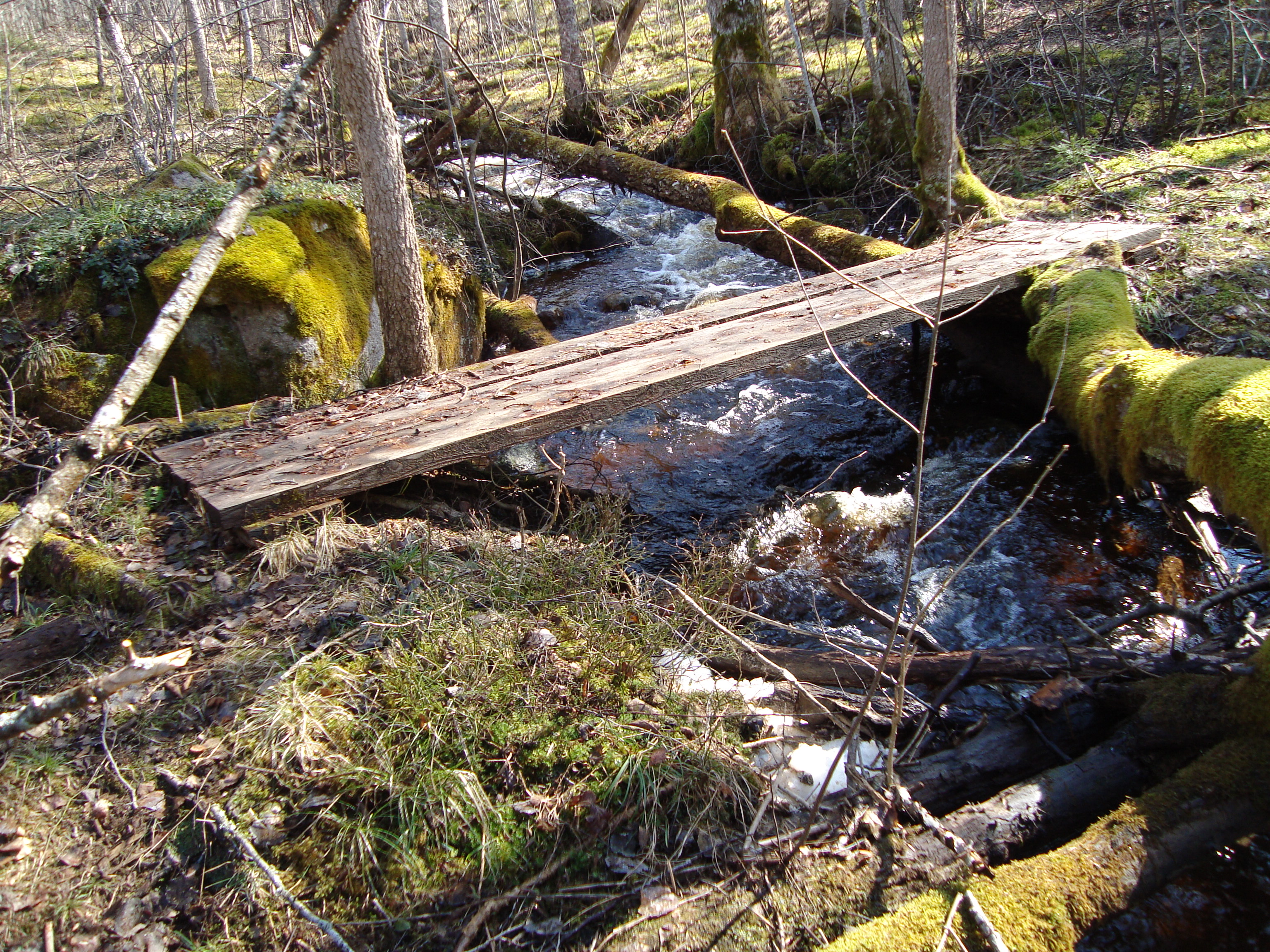
Pasarela o puente rudimentario en Suecia

Una pasarela es un puente pequeño destinado normalmente para peatones.
En el entorno rural, las pasarelas pueden ser muy sencillas, llegando a consistir en uno o varios troncos de árboles colocados uno al lado del otro (o incluso uno solo), aunque pueden también tener tableros en la parte superior, para mantener los troncos juntos y para que sea más liso para caminar.
En el siglo XXI, se construyen incluso pasarelas de cristal, como la de 100 metros que rodea el acantillado del monte Tianmen en el Parque forestal nacional de Zhangjiajie, donde también se encuentra el puente de cristal más largo del mundo.